# Bisão-de-cornos-longos
O bisão-de-cornos-longos (Bison latifrons) era um parente do bisão-americano, que viveu há 20 mil anos, durante o pleistoceno, na América do Norte; é uma espécie extinta de bisão que viveu na América do Norte durante a época do Pleistoceno, que vai do Alasca ao México. Foi o maior e mais pesado bovídeo que já viveu na América do Norte.
Eram um pouco maiores que seus parentes atuais e viviam em grupos. Eram também menores que os dois bisões americanos atuais, migrando de regiões para regiões. No rancho La Brea, nos Estados Unidos da América, são encontradoas exemplares dessa espécie em pequenas quantidades. Seus chifres podiam alcançar 1,8 metros de comprimento de uma ponta a outra.